# Дам, Хенрик Карл Петер
Карл Пе́тер Хе́нрик Дам (дат. Carl Peter Henrik Dam, Хе́нрик Дам, 21 февраля, 1895, Копенгаген, Дания — 17 апреля, 1976, Копенгаген, Дания) — датский биохимик и физиолог, лауреат Нобелевской премии по физиологии и медицине в 1943 году с формулировкой «за открытие витамина K» и изучение его роли в физиологии человека (разделил премию с Эдуардом Дойзи, открывшим химическую структуру витамина).